# Chascanum namaquanum
Chascanum namaquanum là một loài thực vật có hoa trong họ Cỏ roi ngựa. Loài này được (Bolus ex H.Pearson) Moldenke mô tả khoa học đầu tiên năm 1933.